# Chun Kai Feng
Chun Kai Feng (Condado de Miaoli, 2 de noviembre de 1988) es un ciclista profesional taiwanés que desde 2023 corre para el equipo Utsunomiya Blitzen de categoría Continental.
Es un ciclista muy popular en Taiwán; impresionando al ganar con 19 años la medalla de oro en la carrera por puntos y scratch en el Campeonato de Asia de pista en 2007 y 2012 respectivamente; Feng también ha sido tricampeón en los nacionales de ruta y uno en contrarreloj. En noviembre de 2014 se hizo oficial su fichaje por el Lampre-Merida de cara a la temporada 2015 convirtiéndose de esta manera en el primer taiwanés en la historia del equipo, y también el primero en correr en el UCI WorldTour.

## Palmarés
2009
- Campeonato de Taiwán en Ruta

2010
- Campeonato de Taiwán en Ruta

2011
- Campeonato de Taiwán en Ruta
- International Cycling Classic, más 3 etapas

2013
- Campeonato de Taiwán en Ruta
- Campeonato de Taiwán Contrarreloj

2014
- 1 etapa del Tour de Tailandia
- Campeonato de Taiwán en Ruta

2015
- Campeonato de Taiwán en Ruta
- Campeonato de Taiwán Contrarreloj

2017
- Campeonato de Taiwán en Ruta
- Campeonato de Taiwán Contrarreloj

2018
- Campeonato de Taiwán Contrarreloj
- Campeonato de Taiwán en Ruta

2019
- 2.º en el Campeonato Asiático Contrarreloj
- 3.º en el Campeonato Asiático en Ruta
- Campeonato de Taiwán Contrarreloj

2021
- Campeonato de Taiwán en Ruta

2023
- 2.º en el Campeonato de Taiwán Contrarreloj

2024
- Campeonato de Taiwán Contrarreloj
- Campeonato de Taiwán en Ruta

2025
- 3.º en el Campeonato Asiático Contrarreloj